# Jiřina Slavíková
Jiřina Slavíková (16. ledna 1926 Kutná Hora – 2. září 2016) byla česká botanička zabývající se rostlinnou ekologií a geobotanikou.

## Profesní dráha
Maturovala na reálném gymnáziu v Pardubicích v roce 1945. Poté studovala na Přírodovědecké fakultě Univerzity Karlovy a získala titul RNDr. v roce 1950. V roce 1949 začala odbornou dráhu v oboru geobotaniky jako asistentka prof. Jaromíra Kliky na Vysoké škole chemicko-technologické a po přesunu skupiny v roce 1951 na Přírodovědecké fakultě Univerzity Karlovy. V roce 1965 obhájila kandidátskou dizertační práci a mezi lety 1968 a 1969 pobývala v USA na univerzitě v Durhamu.
Geobotanika jako obor byla po roce 1968 oslabována, Jiřina Slavíková se přesto zasloužila o rozvoj oboru v následujících 70. a 80. letech 20. století na Přírodovědecké fakultě. Docentský titul získala po roce 1989. Vedla přes 40 diplomových prací. Byla členkou redakční rady časopisu Preslia. Její studie určování dřevin z archeologických lokalit patřily k průkopnickým. Udržovala napojení geobotaniky na disciplíny provázané s praxí (lesnictví, zemědělství, vodohospodářství, potravinářství, ochranu přírody).

## Rodina
Jejím manželem byl botanik Bohdan Slavík.